# Nigel Barker
Nigel Barker, född 26 februari 1883, död 31 juli 1948, var en australisk friidrottare. Han deltog vid olympiska sommarspelen 1906.